# Lauderdale-by-the-Sea
Lauderdale-by-the-Sea é uma vila localizada no estado americano da Flórida, no condado de Broward. Foi incorporada em 1947.

## Geografia
De acordo com o United States Census Bureau, a vila tem uma área de 4,1 km², onde 2,3 km² estão cobertos por terra e 1,8 km² por água.

### Localidades na vizinhança
O diagrama seguinte representa as localidades num raio de 8 km ao redor de Lauderdale-by-the-Sea.

## Demografia
Segundo o censo nacional de 2010, a sua população é de 6 056 habitantes e sua densidade populacional é de 2 657,1 hab/km². É a localidade que, em 10 anos, teve o maior crescimento populacional do condado de Broward. Possui 6 563 residências, que resulta em uma densidade de 2 879,5 residências/km².

## Geminações
- Henley-on-Thames, Oxfordshire, Inglaterra [5]
- San Isidro, Lima, Peru [6]
- Suzano, São Paulo, Brasil [5]